# Panopoda rufimargo
Panopoda rufimargo là một loài bướm đêm trong họ Erebidae.